# Todd Wagner
Universidad de Indiana de Pensilvania
Todd R. Wagner (2 de agosto de 1960) es un empresario americano, cofundador de Broadcast.com y fundador y CEO de la compañía Charity Network, que organiza captaciones de fondos periódicamente. También posee, junto con Mark Cuban, 2929 Entertainment, junto con otras compañías de entretenimiento.

## Primeros años
Wagner nació en Gary, Indiana. Acudió al Instituto Merrillville, en Merrilville, Indiana y después a la Universidad de Indiana, donde se unió a la fraternidad Kappa Sigma, al capítulo Beta Theta.
Se graduó de la Universidad de Indiana en 1983. Obtuvo un grado de J.D. de la Universidad de Virginia y se mudó a Dallas, Texas donde se convierte en un contable público autorizado en el Estado de Texas, empezando una carrera legal con diversas empresas Akin, Gump, Strauss, Hauer & Feld y Hopkins & Sutter.

## Carrera

### Broadcast.com
En 1995, Wagner lanzó AudioNet con Mark Cuban, una plataforma para retransmitir acontecimientos deportivos en vivo y estaciones radiofónicas a través de internet. Trabajando como CEO, Wagner hizo crecer la compañía y expandió los servicios para incluir acontecimientos corporativos y servicios empresariales. 
En 1998 Wagner y Cuban cambiaron el nombre de la compañía a Broadcast.com y la sacaron a bolsa en medio de la burbuja puntocom. La OPV de Broadcast.com supuso un récord diario, al subir las participaciones un 249% desde el precio de oferta de 18 dólares hasta los 62.75 dólares en el cierre. 
En 1999, Wagner y Cuban vendieron Broadcast.com a Yahoo! por 5.700 millones de dólares, convirtiendo a  300 empleados en millonarios y a Wagner y Cuban en milmillonarios. Wagner continuó dirigiendo la división como Yahoo! Broadcast hasta mayo de 2000, cuando  declinó una oferta para ocupar el puesto de Jefe de Operaciones de Yahoo! para centrarse en otros intereses.

### 2929 Entertainment
Utilizando el éxito de Broadcast.com, Wagner constituyó diversas compañías junto con Cuban, incluyendo 2929 Entertainment. La compañía colaboró en la producción de dos películas que recibieron nomionaciones a los Premios Óscar: Buenas noches, y buena suerte y Enron: Los tipos que estafaron a América. Otras películas producidas incluyen Akeelah y la Abeja y La Carretera. 
A través de 2929 Entertainment, Wagner y Cuban controlan un grupo vertical de empresas de entretenimiento que incluyen la productora en alta definición HDNet, que produjo el documental nominado a los Óscar Enron: Los tipos que estafaron a América; la distribuidora Magnolia Pictures; la división de vídeo doméstico Magnolia Home Entertainment; la cadena de teatros Landmark; y los canales por cable en alta definición HDNet y HDNet Movies.

### Otras aventuras empresariales
Wagner También tiene una participación en los Dallas Mavericks, y continúa invirtiendo y financiando startups. Además, Wagner y Cuban fueron los inversores originales en Content Partners LLC, una compañía que invierte en participaciones de beneficio final relacionadas con talentos Hollywood. Desde 2019, Wagner se mantiene como socio inversor.
Además Wagner colabora en la Junta Directiva del  Instituto Estadounidense del Cine.
En junio de 2015, se hizo pública la adquisición por parte de Wagner de la plataforma de captación de fondos Prizeo por una suma de dinero no revelada.

### Charity Network
En 2014, Wagner lanzó Chideo, una plataforma digital diseñada para recaudar fondos y aumentar la concienciación en diversas causas que permitía  conectar seguidores y celebridades a través de contenido de vídeo exclusivo. Durante los dos años siguientes, Wagner expandió el concepto mediante la adquisición de la plataforma de sorteos Prizeo en junio de 2015, y el sitio de subastas caritativas on-line Charitybuzz en octubre de 2015.
En 2016, Wagner anunció la creación de Charity Network, compañía matriz de Charitybuzz, Prizeo y Chideo, con el objetivo de ayudar a las entidades benéficas en la transición digital. La compañía utiliza celebridades, teconología y los medios de comunicación para concienciar a sus clientes. 
En febrero de 2017, Charity Network fue nombrada como una de las Compañías más innovadoras de 2017 por la página web Fast Company.